# Stabilimento Alfa Romeo del Portello
Lo stabilimento Alfa Romeo del Portello è stato il primo sito produttivo costruito dall'Alfa Romeo. È stato attivo dal 1906 al 1986 nel quartiere del Portello, a Milano.
La sua storia è indissolubilmente legata alla fabbricazione di automobili ma, nella stessa area, durante gli anni si sono svolte attività anche in altri campi industriali. Lo stabilimento del Portello venne più volte ampliato in seguito alla crescita dell'azienda, la cui produzione crebbe a più riprese.

## Storia

### Le origini e la prima guerra mondiale

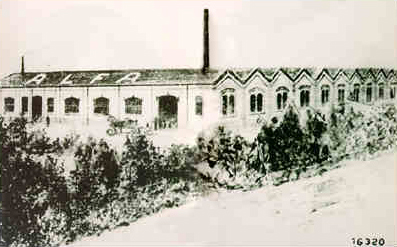
Lo stabilimento Alfa Romeo del Portello all'inizio del XX secolo

Il primo insediamento industriale legato al marchio Alfa Romeo nacque agli albori della storia della casa del Biscione; lo stabilimento Alfa Romeo del Portello venne infatti fondato nel capoluogo meneghino nel 1906, quando Alexandre Darracq decise di trasferire l'attività produttiva della Società Italiana Automobili Darracq da Napoli a Milano. Questo primo insediamento industriale fu edificato su un vasto piazzale confinante con le aree che avevano ospitato i padiglioni dell'Expo 1906. L'ubicazione lungo la strada al Portello poneva di fatto la fabbrica in uno spazio in aperta campagna a nord-ovest di Milano.
La zona era stata scelta come sede produttiva o filiale anche da altre società operanti nel settore dell'auto, tra cui in precedenza l'Isotta Fraschini, ed in seguito la Citroën, la FIAT, la Carrozzeria Touring, la Zagato, la Carrozzeria Cesare Sala; permettendo alle ultime tre di diventare in seguito particolarmente legate all'attività automobilistica dell'Alfa.
La scelta geografica era comunque dettata pure dalla logica che il Portello si trovasse al centro di importanti vie di comunicazione, soprattutto verso il nord della Lombardia, la Francia e la Svizzera; del resto ancora oggi la zona tra corso Sempione e via Gallarate è uno dei quartieri nevralgici dell'economia della città, con la maggior concentrazione di uffici, filiali e concessionarie automobilistiche.

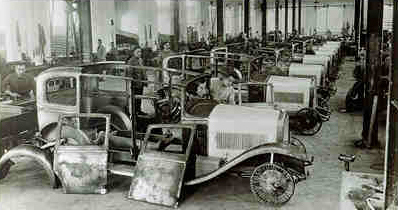
L'interno dello stabilimento Alfa Romeo del Portello all'inizio del XX secolo

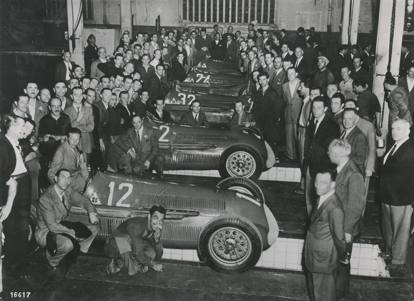
Auto da corsa Alfa Romeo all'interno dello stabilimento del Portello

Dopo la crisi del 1909 la Darraq decise di cessare la produzione in Italia e lo stabilimento che nel 1908 occupava una superficie di 8.000 mq venne acquistato da finanzieri lombardi fondando l'A.L.F.A., acronimo di "Anonima Lombarda Fabbrica Automobili".
La nuova azienda, nata il 24 giugno 1910, aveva un capitale sociale di 1.200.000 Lire, 250 dipendenti e si prefiggeva l'obbiettivo di produrre 300 autotelai l'anno. Il modesto numero della produzione era dovuto a un mercato ristretto e alla tipologia costruttiva fortemente artigianale. Negli Stati Uniti d'America, dove l'automobile era già considerata un prodotto di massa, la Ford realizzò 19.000 vetture solo nel 1910. La direzione tecnica dell'Alfa fu affidata al geometra piacentino Giuseppe Merosi, che si mise subito al lavoro per progettare il nuovo modello "24 HP". Nell'attesa, la fabbrica del Portello continuò a sfornare i vecchi modelli Darraq, allo scopo di smaltire le giacenze di parti meccaniche a magazzino.
Lo stabilimento occupava in quel momento circa 300 persone e la produzione era arrivata nel 1914, poco prima dello scoppio della prima guerra mondiale a 272 veicoli, comprendendo nella gamma qualche autocarro.
Il conflitto portò a due episodi particolarmente rilevanti per la storia della casa automobilistica: il primo fu l'entrata nella compagine azionaria della società dell'ing. Nicola Romeo, da cui appunto la nuova ragione sociale "Alfa Romeo" (dopo la vendita dell'azienda alla Banca Italiana di Sconto), ed il secondo inteso a una diversificazione della produzione non più incentrata solo sugli autoveicoli bensì dedicata ad altri campi e alle commesse militari. L'entità di queste ultime risultò talmente elevata che l'Alfa dovette rinunciare per lungo periodo alla costruzione di automobili, consentendo allo stabilimento di essere ampliato con l'edificazione di tre nuovi capannoni, destinati ad accogliere durante la fase bellica "1915-1918" le attività connesse alla fabbricazione di automezzi militari, compressori d'aria, proiettili, granate, lanciafiamme e persino motori aerei, portando la forza lavoro occupata nel 1919 a 2.200 addetti.

### Il primo dopoguerra ed il secondo conflitto mondiale

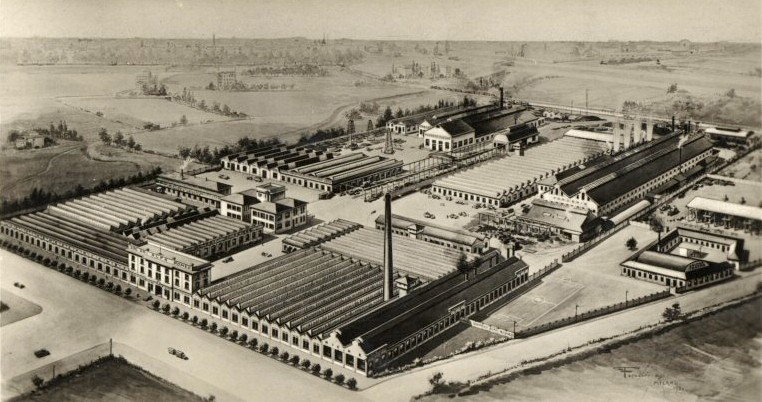
Lo stabilimento Alfa Romeo del Portello in una foto degli anni trenta del XX secolo

I primi anni del dopoguerra segnarono a una ripresa della produzione automobilistica per i primi tempi basata ancora sui vecchi modelli; la crisi economica e sindacale dovuta alla riconversione delle attività ad uso civile generò la necessità di individuare nuove aree di mercato, focalizzando l'attenzione dei finanziatori della società nel settore delle macchine agricole, avviando al Portello una linea destinata alla costruzione di un trattore, il Romeo, che però non riuscì a risollevare i bilanci dell'azienda, decretando nel giro di poco tempo una forte riduzione del personale, sceso rapidamente a 1.200 addetti nonostante il debutto nel 1921 di un nuovo modello di auto, la Alfa Romeo RL. Ben presto, comunque, fu dato il via libera al progetto della vettura RM e con la nomina di Vittorio Jano a capo della direzione tecnica della casa questa venne sostituita dalla 6C, la quale trovò largo impiego in alcune versioni dedicate alle corse automobilistiche. Inoltre, nel 1924, grazie ad un accordo siglato tra il presidente Nicola Romeo e l'industria inglese Bristol lo stabilimento milanese poté riaffermarsi nella fabbricazione di motori aeronautici, ottenendo la licenza di assemblaggio del modello radiale a 9 cilindri Jupiter, dal quale l'Ufficio Progetti Alfa Romeo elaborerà una lunga serie di versioni personalizzate.
A seguito dell'estromissione di Nicola Romeo dai vertici della società la carica di direttore generale dell'azienda passò nelle mani di Pasquale Gallo e poco prima del processo di inglobamento nell'IRI, fra le aziende controllate dallo Stato Italiano, l'incarico venne assunto da Prospero Gianferrari, successivamente sostituito nel 1933 dal manager Ugo Gobbato.

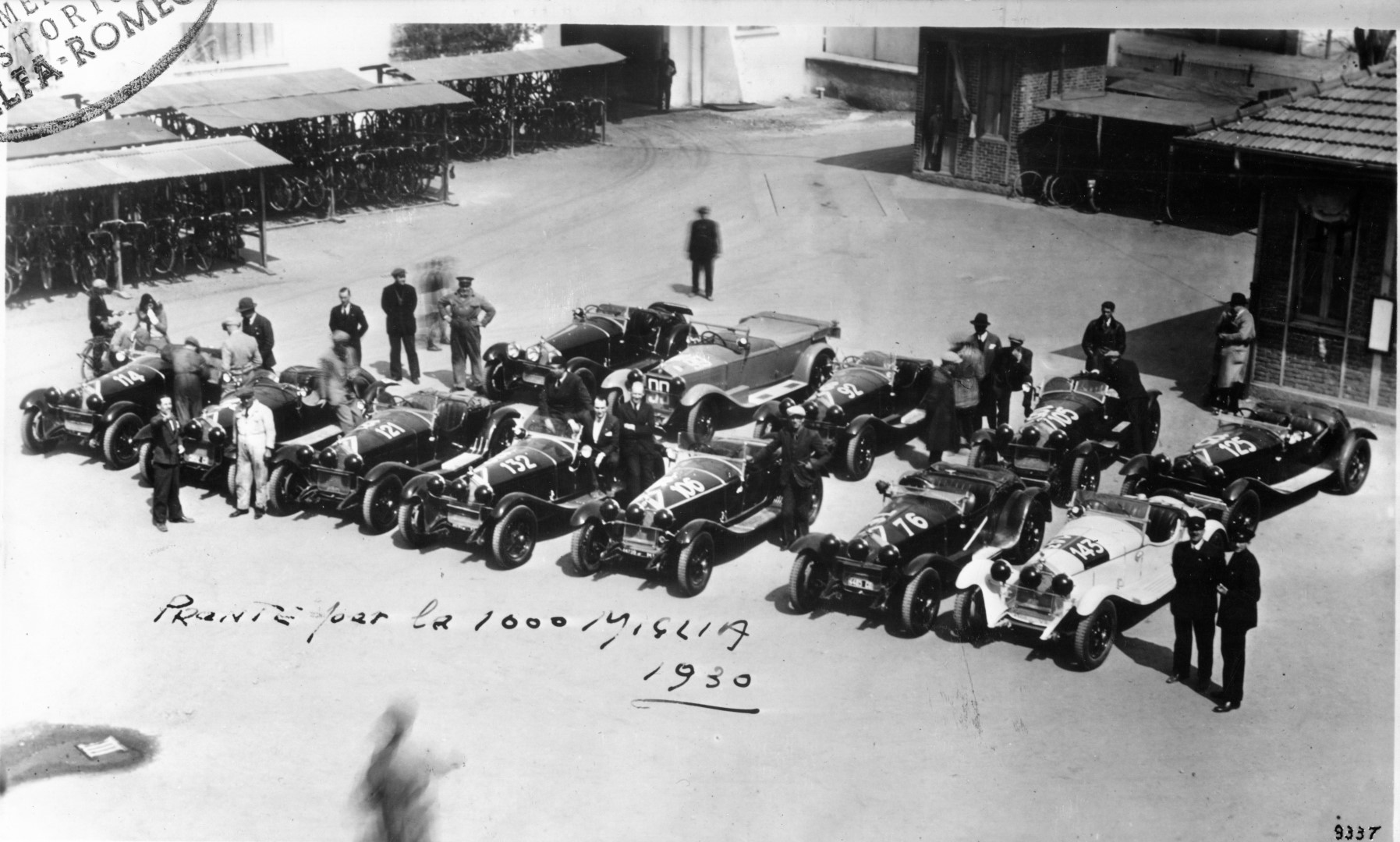
Parata di vetture Alfa Romeo partecipanti alla Mille Miglia 1930 al Portello

Durante gli anni trenta l'Alfa Romeo concentrò al Portello la produzione di una gamma di autocarri medi e di grandi dimensioni, frutto di un'intesa con la tedesca Büssing, dando seguito allo sviluppo dei modelli: 50, 80, 85, 110, 350; ed impiegando al contempo alcuni autotelai per l'allestimento di autobus, facendo della fabbrica milanese uno dei siti metalmeccanici più importanti dell'economia lombarda, grazie a una riorganizzazione interna del lavoro basata su tre importanti divisioni: quella dedicata ai veicoli industriali, ai motori aeronautici ed al settore auto, che vide tra l'altro il debutto della leggendaria 8C e del reparto corse; portando il personale ad oltre 6.000 unità nel 1937, in funzione di una superficie industriale che si estese ulteriormente verso nord, dividendo il complesso in due parti unite da dei sottopassi, mediante una trasformazione viabilistica della zona e lo sfruttamento di un raccordo ferroviario proveniente dalla stazione di Milano Certosa.
Con l'apertura del primo stabilimento Alfa Romeo di Pomigliano d'Arco in Campania una parte delle attività aeronautiche vennero trasferite nel nuovo impianto, costituendo nel corso del secondo conflitto mondiale l'Alfa Romeo Avio, che acquisì enorme importanza nel processo delle commesse militari dedicate al Regio Esercito Italiano; compito al quale rispose anche la fabbrica milanese, soprattutto con la produzione di camion, vedendo la sua forza lavoro giungere a 8.000 persone fino ai bombardamenti del 1943-1944, quando il Portello fu pesantemente danneggiato.

### Dagli anni cinquanta alla chiusura
Il termine del conflitto portò, oltre che il decesso di Ugo Gobbato, alla necessità di una totale ricostruzione degli edifici e a una riconversione della produzione ai settori civili fino a quel momento inesplorati, come nell'ambito della commercializzazione di alcuni prodotti come gli elettrodomestici; il settore automobilistico visse per i primi anni dei modelli sviluppati nell'anteguerra, seppur migliorati secondo le nuove regole di mercato e tutto il complesso dava lavoro nel 1950 a poco meno di 6.000 persone.

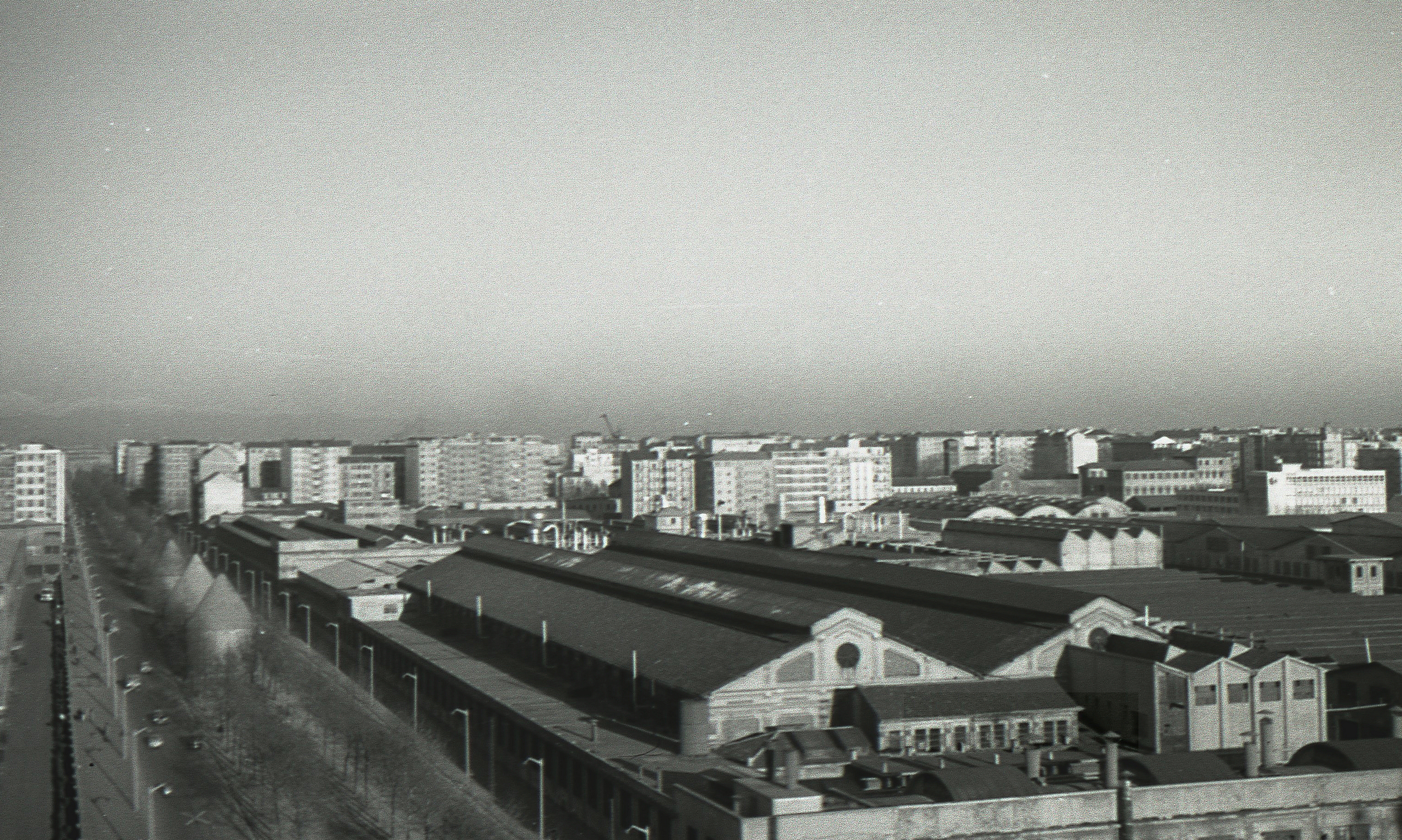
Lo stabilimento Alfa Romeo del Portello nella seconda metà del XX secolo

La produzione automobilistica era ancora artigianale ed incentrata sulle piccole serie. Tutto cambiò con l'avvento di Giuseppe Luraghi ai vertici di Finmeccanica, azienda proprietaria dell'Alfa Romeo. Luraghi trasformò la fabbrica artigianale in un moderno stabilimento produttivo di automobili. Durante questi anni la fabbrica fu ulteriormente potenziata grazie pure al successo dei modelli progettati sotto la direzione di Orazio Satta Puliga e costruiti su vasta scala, come ad esempio la Giulietta e ancor prima la 1900. Proprio per questo vennero installate nell'impianto le prime catene di montaggio complete automatizzate che portarono al trasferimento delle ultime attività legate ai veicoli industriali a Pomigliano d'Arco.
A fine anni cinquanta la Renault era intenzionata ad entrare nel mercato italiano con l'idea di aggirare i dazi doganali, dunque raggiunse un accordo con l'Alfa Romeo per produrre in Italia la Dauphine. Il 23 giugno 1959 si avviò nella fabbrica lombarda l'assemblaggio della vettura francese accanto alla linea della Giulietta, l'inaugurazione della nuova catena di montaggio rientrò nelle celebrazioni per il centenario della seconda guerra di indipendenza a cui partecipò anche il neo presidente della Repubblica francese Charles de Gaulle.

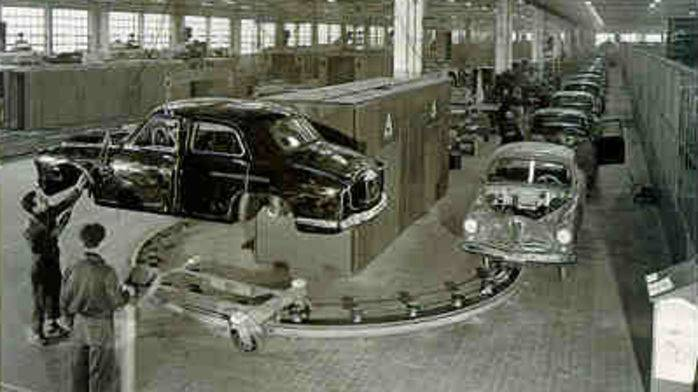
Lo stabilimento Alfa Romeo del Portello durante il periodo di produzione dell'Alfa Romeo 1900

Milano però stava cambiando espandendosi urbanisticamente verso le aree agricole. Il Portello prima era in periferia della città ma già dagli anni trenta iniziava ad essere circondato da un agglomerato urbano piuttosto esteso, che nella seconda metà degli anni cinquanta aveva raggiunto i limiti perimetrali della fabbrica, non concedendo spazi per ulteriori ampliamenti dell'impianto. Allora il consiglio di amministrazione della casa prese la decisione di costruire a pochi chilometri di distanza dal capoluogo lo stabilimento Alfa Romeo di Arese, più moderno e al passo con i tempi.
Avviata nel 1962 al Portello la produzione della Giulia, questa passò ben presto in definitiva sotto le dirette competenze di assemblaggio della fabbrica di Arese, lasciando all'impianto milanese il compito di produrre alcuni motori, parti meccaniche e autovetture premium, ovvero la sostituta della 2000 la Alfa Romeo 2600, che fu l'ultima automobile del marchio ad uscire dalle linee di montaggio della fabbrica milanese tra il 1962 e il 1969.
Nel 1974, infatti, all'epoca delle dimissioni di Luraghi da amministratore delegato di Alfa Romeo la decadenza della fabbrica del Portello era oramai visibile, del resto gli uffici commerciali e di dirigenza della casa automobilistica erano già stati nel frattempo trasferiti ad Arese, ma l'impianto era ancora attivo, principalmente legato all'attività di allestimento di gruppi meccanici e alla progettazione di nuove autovetture e motori.
Negli anni successivi altre varie competenze traslocarono ad Arese e lo stabilimento si restrinse sempre più, perdendo innanzitutto alcune parti del nucleo posto a sud all'interno della Circonvallazione di Milano; tali spazi vennero perlopiù inglobati nel polo fieristico in piena espansione.
Con la conclusione di ogni attività industriale nel sito milanese l'ultimo operaio dell'Alfa Romeo venne trasferito ad Arese nel 1986.

## Demolizione
Dopo il passaggio di proprietà dell'Alfa Romeo al Gruppo Fiat, fino al 1989, rimasero in funzione al Portello solamente gli uffici del Centro Stile, in attesa del suo completo trasferimento ad Arese; dopodiché, la gran parte dell'area della ex fabbrica milanese è stata ceduta al comune di Milano che ha previsto la costruzione di diversi edifici fieristici (oggi ribattezzati Fieramilanocity), un nuovo quartiere residenziale, degli spazi a verde (Parco del Portello e Parco Vittoria) ed alcuni uffici e negozi con annesso centro commerciale.
La fabbrica del Portello è stata l'emblema della grandezza industriale di Milano ed ha fatto la storia dell'automobilismo italiano. La sua demolizione è stata completata nel 2004.
All'epoca dell'abbattimento degli ultimi capannoni (fortemente osteggiata dagli appassionati del marchio Alfa Romeo) questi ultimi contenevano ancora prototipi, sale prova integre, macchinari e motori sperimentali, disegni e parti meccaniche in fase di sperimentazione. Durante gli anni di abbandono lo stabilimento servì anche per ospitare le riprese cinematografiche del film Nirvana di Gabriele Salvatores.

## Elenco automobili prodotte
| Foto | Marca                 | Modello                            | Inizio produzione | Fine produzione | Esemplari prodotti | Note |
| ---- | --------------------- | ---------------------------------- | ----------------- | --------------- | ------------------ | --- |
|      | Darracq               | 7 HP, 8-10 HP, 10-12 HP e 14-16 HP | 1906              | 1909            |                    | Nel 1906 la Darracq, dopo la prima filiale italiana a Napoli, si espande a Portello creando la Società Italiana Automobili Darracq (S.I.A.D.) dando licenza al cavalier Ugo Stella di Milano. La società fu chiusa dalla Darracq nel 1910. Lo stabilimento fu acquistato da un gruppo di imprenditori milanesi, che fondarono l'A.L.F.A. (acronimo di "Anonima Lombarda Fabbrica Automobili"). |
|      | A.L.F.A.              | 24 HP                              | 1910              | 1913            | più di 200         | Il telaio e gran parte della 24HP furono la base per una famiglia di vetture costruite fino al 1921 come la 12HP, 15HP, 40-60 HP, 15-20 HP e 20-30 HP. |
|      | A.L.F.A.              | 12 HP                              | 1910              | 1911            | 50                 | |
|      | A.L.F.A.              | 15 HP                              | 1911              | 1913            | 100                | |
|      | A.L.F.A.              | 40-60 HP                           | 1913              | 1914            | 25                 | |
|      | A.L.F.A.              | 15-20 HP                           | 1913              | 1914            | 180                | |
|      | A.L.F.A. - Alfa Romeo | 20-30 HP                           | 1914              | 1921            | 504                | Prodotta fino al 1918 con il marchio A.L.F.A. |
|      | Alfa Romeo            | Romeo                              | 1918              | 1921            | 300                | Unico modello di trattore agricolo prodotto dall'Alfa Romeo |
|      | Alfa Romeo            | G1                                 | 1921              | 1923            | 52                 | |
|      | Alfa Romeo            | RL                                 | 1922              | 1927            | 2 631              | |
|      | Alfa Romeo            | RM                                 | 1923              | 1925            | circa 500          | |
|      | Alfa Romeo            | 6C                                 | 1925              | 1954            | 8.157              | |
|      | Alfa Romeo            | 8C                                 | 1931              | 1939            | 218                | |
|      | Alfa Romeo            | 1900                               | 1950              | 1959            | 19.198             | La 1900 fu assemblata anche in Belgio su licenza dalla "Impéria" dal 1953 al 1954 e in Argentina dalle "Industrias Kaiser Argentina" dal 1960 al 1962. |
|      | Alfa Romeo            | Matta                              | 1951              | 1951            |                    | Produzione dei prototipi, poi solo del motore. |
|      | Alfa Romeo            | Giulietta                          | 1955              | 1966            | 131.715            | Le versioni Coupé e Spider erano assemblate presso gli stabilimenti Bertone di Grugliasco e Pininfarina di San Giorgio Canavese che realizzavano anche le rispettive carrozzerie. Inoltre venne assemblata in Sudafrica a East London dal 1960 al 1963. |
|      | Alfa Romeo            | 2000                               | 1957              | 1962            | 7.052              | La 2000 venne costruita anche in Brasile fino al 1969 dalla Fàbrica Nacional de Motores, consociata brasiliana dell'Alfa Romeo, con la denominazione di FNM 2000 |
|      | Alfa Romeo (Renault)  | Dauphine                           | 1959              | 1964            |                    | L'Alfa Romeo produsse su licenza quest'auto per conto di Renault. Le differenze dal modello francese si limitavano all'impianto elettrico a 12V (Magneti-Marelli) ai tessuti della tappezzeria di produzione italiana e ai colori della stessa Alfa Romeo. Sulla carrozzeria era presente la scritta: "Dauphine Alfa Romeo".                                                                   |
|      | Alfa Romeo            | 2600                               | 1962              | 1969            | 11.464             | La 2600 venne inoltre assemblata anche in Sudafrica a East London dal 1963 al 1968. |
|      | Renault               | Renault 4                          | 1962              | 1964            |                    | L'Alfa Romeo assemblò la Renault 4 tra il 1962 ed il 1964 sia presso il Portello che negli stabilimenti aeronautici Alfa Romeo Avio (ex IMAM e nel dopoguerra Aerfer, Apomi) di Pomigliano d'Arco, anni prima della nascita dell'Alfasud. La vettura era commercializzata dalla società Sviluppo Automobilistico Meridionale.                                                                  |
|      | Alfa Romeo            | Giulia                             | 1962              | 1965            |                    | Nel 1965 la produzione è stata trasferita presso il nuovo stabilimento Alfa Romeo di Arese (MI) |